# Stawy (Opole)
Pour les articles homonymes, voir Stawy.
Stawy est une localité polonaise du gmina de Lubsza et située dans le powiat de Brzeg (voïvodie d'Opole).